# Semih Kılıçsoy
Semih Kılıçsoy, né le 15 août 2005 à Gaziosmanpaşa en Turquie, est un footballeur international turc qui évolue au poste d'avant-centre au Cagliari Calcio, en prêt du Beşiktas JK.

## Biographie

### Beşiktas
Né à Gaziosmanpaşa en Turquie, Semih Kılıçsoy est formé par le Beşiktas où il effectue une grande partie de sa formation. Il signe son premier contrat professionnel le 21 octobre 2021 avec son club formateur.
Kılıçsoy joue son premier match en professionnel le 26 février 2023, lors d'une rencontre de championnat face à Antalyaspor. Il entre en jeu à la place de Jackson Muleka et les deux équipes se neutralisent (0-0 score final).
Il inscrit son premier but en professionnel le 27 juillet 2023, à l'occasion d'une rencontre qualificative pour la phase de groupe de la Ligue Europa Conférence 2023-2024 face au KF Tirana. Il entre en jeu et participe à la victoire de son équipe par trois buts à un.
Le 23 mai 2024 il entre en jeu lors de la finale de la Coupe de Turquie face à Trabzonspor. Son équipe s'impose par trois buts à deux,,, et il glane le premier titre de sa carrière.

### En sélection
Semih Kılıçsoy représente l'équipe de Turquie des moins de 17 ans de 2021 à 2022. Il joue au total treize matchs et marque neuf buts avec cette sélection.
Le 22 mars 2024, Semih Kılıçsoy joue son premier match avec l'équipe de Turquie espoirs en étant titularisé face à la Géorgie. Il se fait remarquer en marquant son premier but avec les espoirs en ouvrant le score et son équipe s'impose par deux buts à un ce jour-là.
Semih Kılıçsoy honore sa première sélection avec l'équipe nationale de Turquie le 4 juin 2024, lors d'un match amical contre l'Italie. Il entre en jeu et les deux équipes se neutralisent (0-0 score final).
Le 7 juin 2024, Kılıçsoy figure dans la liste définitive des 26 joueurs sélectionnés par Vincenzo Montella pour disputer  l'Euro 2024. 

## Palmarès
Beşiktas JK
- Coupe de Turquie (1) :
  - Vainqueur : 2023-2024.